# Maineiacs de Lewiston
Les Maineiacs de Lewiston sont une franchise de hockey sur glace junior, basée à Lewiston aux États-Unis, qui faisait partie de la Ligue de hockey junior majeur du Québec, elle-même division de la Ligue canadienne de hockey. Ils remportent la Coupe du président en 2007.

## Histoire de la franchise
La franchise est créée en 2003 à la suite du déménagement des Castors de Sherbrooke à Lewiston. En raison de grosses pertes financières, la LHJMQ annonce le 31 mai 2011 le rachat de la formation par la ligue ainsi que sa dissolution et la dispersion de ses joueurs dans les équipes restantes. Pour pallier la perte des Maineiacs, la LHJMQ annonce qu'une nouvelle équipe d'expansion s'implante à Sherbrooke pour la saison 2012-2013.

## Statistiques
| No | Saison    | PJ | V  | D  | N | DP | DTB | % V  | BP  | BC  | Pts | Classement                     | Séries éliminatoires | Entraîneur                                | Capitaine                                                               |
| -- | --------- | -- | -- | -- | - | -- | --- | ---- | --- | --- | --- | ------------------------------ | -------------------- | ----------------------------------------- | ----------------------------------------------------------------------- |
| 1  | 2003-2004 | 70 | 33 | 31 | 5 | 1  | -   | 51,4 | 233 | 215 | 72  | 3e de la division Est          | 1/8 de finale        | Mario Durocher                            | Francis Trudel                                                          |
| 2  | 2004-2005 | 70 | 32 | 30 | 8 | 0  | -   | 51,4 | 214 | 209 | 72  | 4e de la division Est          | 1/4 de finale        | Clément Jodoin                            | aucun                                                                   |
| 3  | 2005-2006 | 70 | 36 | 23 | - | 3  | 8   | 59,3 | 240 | 207 | 83  | 4e de la division Est          | 1/8 de finale        | Clément Jodoin Ed Harding                 | Brandon Roach (2005-Janvier 2006) Marc-André Cliche (Janvier 2006-2007) |
| 4  | 2006-2007 | 70 | 50 | 14 | - | 2  | 4   | 75,7 | 282 | 196 | 106 | 1er de la division Est         | Champion             | Ed Harding                                | Marc-André Cliche                                                       |
| 5  | 2007-2008 | 70 | 37 | 26 | - | 5  | 2   | 57,9 | 222 | 212 | 81  | 5e de la division Est          | 1/8 de finale        | Ed Harding                                | Marc-André Daneau                                                       |
| 6  | 2008-2009 | 68 | 22 | 43 | - | 1  | 2   | 34,6 | 190 | 286 | 47  | 4e de la division Telus Centre | 1/8 de finale        | Ed Harding Don MacAdam                    |                                                                         |
| 7  | 2009-2010 | 68 | 23 | 42 | 0 | 0  | 3   | 36   | 212 | 298 | 49  | 4e de la division Telus Centre | 1er tour             | Don MacAdam Jeff Guay Jean-François Houle |                                                                         |
| 8  | 2010-2011 | 68 | 40 | 24 | 0 | 1  | 3   | 61,8 | 265 | 223 | 84  | 2e de la division Telus Est    | 3e tour              | Jean-François Houle                       |                                                                         |